# Organizzazione Badr
L'Organizzazione Badr (in arabo منظمة بدر‎?, Munaẓẓama Badr) - inizialmente nota come Brigate Badr o Corpi Badr - precedentemente nota come Brigate Badr o Corpo Badr, è un partito politico e un'organizzazione paramilitare sciita e khomeinista iracheno guidata da Hadi al-Amiri. La Brigata Badr, formata nel 1982 e guidata da ufficiali iraniani, è stata il braccio militare del Consiglio supremo per la rivoluzione islamica in Iraq (SCIRI), un partito islamico sciita con sede in Iran. La Brigata Badr è stata creata dall'intelligence iraniana e dal religioso sciita Mohammad Baqir al-Hakim con l'obiettivo di combattere il regime baathista di Saddam Hussein durante la guerra Iran-Iraq. Dall'invasione dell'Iraq guidata dagli Stati Uniti nel 2003, la maggior parte dei combattenti della Brigata Badr è entrata nel nuovo esercito iracheno e nella forza di polizia. Dal 2003, la Brigata Badr e lo SCIRI erano considerati un unico partito, ma si sono recentemente separati ufficiosamente  con l'Organizzazione Badr che ora è un partito politico iracheno ufficiale. Le forze della Brigata Badr e i loro comandanti iraniani sono diventati famosi nel 2014 combattendo lo Stato islamico dell'Iraq e del Levante (ISIL) in Iraq. Fa parte delle Forze di mobilitazione popolare.

## Storia

### Iran
L'Organizzazione è nata in Iran nel 1982, come ala militare del Consiglio Supremo per la Rivoluzione Islamica in Iraq. È stata basata in Iran per due decenni durante il regime di Saddam Hussein e comandata da ufficiali iraniani.  La sua forza ammontava a diverse migliaia di iracheni in volontario esilio e da disertori che avevano combattuto accanto alle truppe iraniane nel corso della guerra Iran-Iraq. Il gruppo era armato e comandato dal regime iraniano.